# Воропаєв Геннадій Іванович
Геннадій Іванович Воропаєв (нар. 27 травня 1931, Москва, Російська РФСР, СРСР — пом. 30 липня 2001, Санкт-Петербург, Росія) — радянський і російський актор театру і кіно, заслужений артист РРФСР (1991).

## Біографія
Геннадій Воропаєв народився 27 травня 1931 року в Москві. Під час Німецько-радянської війни був евакуйований в Оренбурзьку область — там почав «акторствувати»: виступав у військових скетчах у госпіталях. Після закінчення війни Воропаєв пішов до самодіяльності. У 1950 році, повернувшись до Москви, вступив до Вищого театрального училища імені М. С. Щепкіна при Малому театрі. Після закінчення училища, в 1955 році, отримав розподіл до Російського театру Вільнюса, але пропрацював там недовго — рік.
У 1957 році приїхав до Ленінграда і був прийнятий в Ленінградський ТЮГ його засновником Олександром Брянцевим. Там за два роки зіграв безліч ролей — найбільш різнопланових — і в результаті був помічений Миколою Акімовим, якому якраз потрібен був молодий герой для вистави «Розповідь однієї дівчини» (за А. Тверським), і з 1959 року до кінця життя Геннадій Воропаєв служив артистом Ленінградського Театру комедії.

### Театр Комедії

#### Акімов
1960-ті роки подарували низку прекрасних ролей: Кречинський (Олександра Сухово-Кобиліна, «Весілля Кречинського»), Дон Жуан (Байрона, «Дон Жуан»), ролі в п'єсах Євгена Шварца — Ланселот у «Драконі», Вчений у другій редакції «Тіні».
«Ви будете грати і це, і те», — сказав Микола Акімов. І виконав обіцянку. Шут у «Дванадцятій ночі», Родольфо в «Циліндрі» — найкращі характерні ролі актора залишаться в пам'яті поколінь глядачів Петербурга.

#### Після Акімова
Вадим Голіков, призначений головним режисером Театру Комедії після смерті Миколи Акімова, зайняв Геннадія Воропаєва у своїх спектаклях «Товариші по службі» за Е. Брагінским та Е. Рязановим (Новосельцев) і «Романтики» за Е. Ростаном (Страфорель). Обидві ці ролі принесли акторові успіх; спектаклі йшли довго й успішно. Саме в період керівництва Вадима Голікова Петро Фоменко, — тоді черговий режисер «Комедії», — запропонував акторові роль Гусятникова в спектаклі «Цей милий старий дім» за п'єсою О. Арбузова. Роль Гусятникова — неймовірно, зворушлива, з такою чистотою і щирістю зіграна актором, стала його новим відкриттям. «Цей милий старий дім» виявився програмним спектаклем для Театру Комедії на довгі роки. Його зіграли 500 разів, їм відкривали й закривали сезони в Ленінграді, успішно грали на гастролях…
Далі — вже в період керівництва Петра Фоменка (1977—1981) були нові досягнення Геннадія Воропаєва в спектаклях Театру Комедії того часу: «Ліс» (роль Несчастливцева), «Характери» (роль Худякова), і пізніше — в спектаклях «Все про Єву», «Філумена Мартурано», «Скажені гроші», «Пристрасті за Мольєром».

#### Останні роки
В останні роки активно продовжував творчу діяльність, грав невеликі, але яскраві ролі в театрі. Остання прем'єра відбулася навесні 2001 року в театрі «Особняк», у виставі Володимира Міхельсона «Зелені щоки квітня».
Помер 30 липня 2001 року Санкт-Петербурзі на 71 році життя. Похований на Смоленському кладовищі в Санкт-Петербурзі.

### Взаємини з кіно
Популярність принесла робота у «Вертикалі» з Володимиром Висоцьким. Воропаєв виконав одну з центральних ролей — альпініста-зрадника, який приховав від друзів радіограму, через що вся експедиція опинилася під загрозою смерті.
Знімався в кіно нечасто. Але, незважаючи на велику завантаженість в театрі, актор зміг створити яскраві образи у фільмах: «Олеся» з Людмилою Чурсіною, «Експеримент лікаря Абста», «Особлива думка».
Одна з останніх кіноробіт — роль батька Доллі в американській версії «Анни Кареніної».

### Особисте життя
Перша дружина: Тетяна Іонас (однокурсниця)
друга дружина: Алла Осипенко (нар.. 16 червня 1932), артистка балету, народна артистка РРФСР (1960).
- Син Іван Геннадійович Воропаєв (1962⁣—1997) — трагічно загинув.

- Позашлюбна дочка Катерина від Світлани Карпінської.

## Нагороди та визнання
- Заслужений артист РРФСР (1991).

## Фільмографія
- 1959 — Шинель — чиновник
- 1961 — Строкаті розповіді
- 1963 — Кінець і початок
- 1965 — Перший відвідувач —  Павло Дибенко
- 1965 — Як вас тепер називати? —  Мюллер, капітан, начальник канцелярії
- 1966 — Їх знали тільки в обличчя
- 1967 — Вертикаль —  Геннадій
- 1967 — Особлива думка
- 1968 — Експеримент доктора Абста
- 1970 — Олеся —  Іван Тимофійович
- 1974 — Контрабанда —  «Француз»
- 1977 — Ходіння по муках
- 1977 — Свідоцтво про бідність
- 1989 — І повториться все… —  генерал
- 1990 — Захід —  Іван Пятірубель, коваль
- 1992 — Третій дубль
- 1993 — Ти у мене одна —  товариш по службі Тимошина
- 1993 — Прокляття Дюран
- 1995 — Четверта планета
- 2000 — Спогади про Шерлока Холмса
- 2000 — Вулиці розбитих ліхтарів: «Раритет»
- 2000 — Анна Кареніна
- 2000 — Полювання на Попелюшку — Юнкеров-старший